# 水卷站

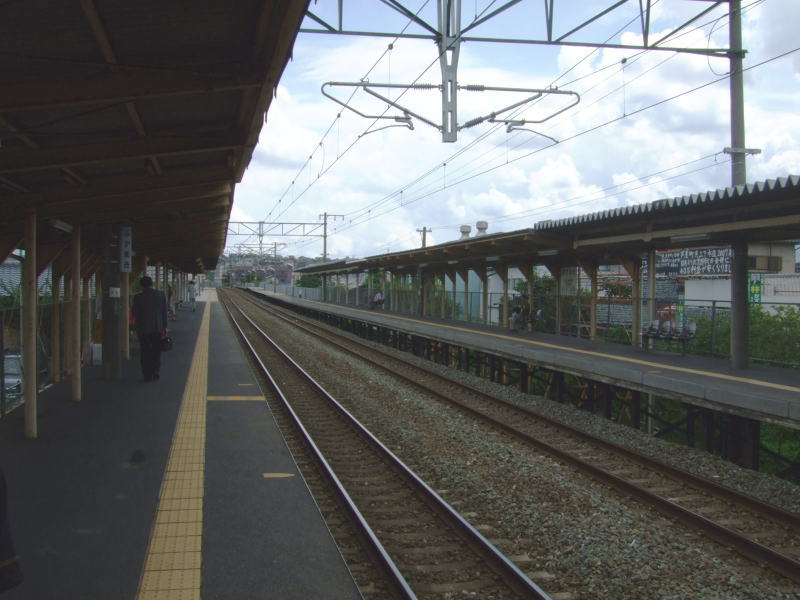
站內（2008年8月13日）

水卷站（日语：／ Mizumaki eki */?）是位於福岡縣遠賀郡水卷町頃末南一丁目，九州旅客鐵道（JR九州）的鹿兒島本線車站。車站編號為JA18。

## 歷史
- 1961年（昭和36年）10月1日 - 日本國有鐵道開設此站。
- 1987年（昭和62年）4月1日 - 伴隨國鐵分割民營化，車站由九州旅客鐵道（JR九州）營運。
- 1993年（平成5年）3月 - 綠色窗口開始營業[1]。
- 1995年（平成7年）- 南出口落成。
- 2009年（平成21年）3月1日 - 此站可以使用IC卡「SUGOCA」[2]。
- 2022年3月12日：停用綠色窗口，改為使用指定席劵發售機[3]。

## 車站構造
車站是一座地面車站，設有2面2線的相對式月台。兩月台之間設有行人隧道連接。車站西邊（遠賀川一方）設有平交道，為了緩解擁堵，兩月台側設有車站大樓（閘口）。但是日間南出口並無車堂站職員當值。並由JR九州服務支援管理的業務委託車站，設有自動閘機及可以使用「SUGOCA」IC卡。不過因精簡人手，2022年3月12日起停用綠色窗口，改為使用指定席劵發售機。
上行月台中，3卡編成（813系）的列車會停在4卡編成的停站位置，7卡編成（811系、813系結併列車）的列車會停在8卡編成的停站位置。另外，月台上沒有指示車廂編號指示。
車站曾經計劃建設跨站式站房，但是未有實現。北出口與1號月台之間設有斜道，南口與2號月台之間設有升降機，行人隧道未設有無障礙通道。

### 月台
| 月台 | 路線       | 上下行 | 方向           |
| ---- | ---------- | ------ | -------------- |
| 1    | 鹿兒島本線 | 上行   | 小倉、下關方向 |
| 2    | 鹿兒島本線 | 下行   | 赤間、博多方向 |

## 使用狀況
在2018年（平成30年）度，1日平均乘車人次為2,132人。在JR九州車站中排名第28，謹次於下曾根站。
根據JR九州和水卷町統計資料的數據，以下是近年1日平均乘車人次列表：
| 年度   | 1日平均 乘車人次 |
| ------ | ---------------- |
| 1961年 | 159              |
| 1962年 | 537              |
| 1963年 | 808              |
| 1964年 | 1,013            |
| 1965年 | 1,349            |
| 1970年 | 3,885            |
| 1975年 | 2,543            |
| 1980年 | 2,725            |
| 1985年 | 3,453            |
| 1990年 | 2,957            |
| 1994年 | 2,762            |
| 2007年 | 2,184            |
| 2008年 | 2,203            |
| 2009年 | 2,239            |
| 2010年 | 2,227            |
| 2011年 | 2,241            |
| 2012年 | 2,239            |
| 2013年 | 2,276            |
| 2014年 | 2,210            |
| 2015年 | 2,139            |
| 2016年 | 2,134            |
| 2017年 | 2,127            |
| 2018年 | 2,132            |

## 車站周邊
- 遠賀、中間藥劑師會
- 國道3號
- Green Coop
- 水卷頃末郵局
- 水卷町體育中心
- 水卷町會所、中央公民館
- 伊豆神社
- 遠賀、中間醫師會看護高等專修學校
- Ikiiki會堂
- 福岡新水卷醫院（日语：福岡新水巻病院）
- 水卷町立頃末小學
- 遠賀信用金庫（日语：遠賀信用金庫）本店
- 水卷町綜合運動公園
- 福岡縣宗像、遠賀保健福利環境事務所(遠賀分廳舍)
- 福岡縣立折尾高等學校（日语：福岡県立折尾高等学校）
- GRAND MALL（日语：グランモール）

## 巴士路線
車站最近的巴士站是位於車站南出口附近的「水卷站南出口」。
- 北九州市營巴士巴士號碼6、7、8、9號、水卷南部循環線

在2009年3月前車站最近巴士站，設有「水巻站」、「水巻站第二」、「水巻站前」3處，並設有巴士路線，均已經廢止，在同年4月起只有以上路線並轉讓至北九州市營巴士。
- 「水卷站」巴士站（水卷站南出口附近）
  - 63號・中間線　西鐵巴士北九州（日语：西鉄バス北九州）
- 「水卷站第二」巴士站（水卷站前路口附近）
  - 63番・中間線　西鐵巴士北九州
- 「水卷站前」巴士站（水卷町公所附近）　※單向站
  - 前往猪熊　北九州市營巴士

## 相鄰車站
九州旅客鐵道
鹿兒島本線
■快速、■區間快速
通過
■區間快速（部分列車）、■普通
折尾（JA19）－水卷（JA18）－遠賀川（JA17）

## 注腳
1. ↑  JR時間表1993年2、3月號
2. ↑  . 交通新聞 (交通新聞社). 2009-03-03: 1.
3. 1 2   (PDF). 九州旅客鉄道株式会社.   [2021-12-23]. （原始内容存档 (PDF)于2022-01-27） （日语）.
4. ↑  [永久]
5. ↑   (PDF). 九州旅客鐵道.   [2018-07-13]. （原始内容存档 (PDF)于2019-12-06）.
6. ↑  水卷町統計 （交通） JR上下人次變化
7. 1 2 3 4 5 6 7 8 9 10 11  『水巻町誌 増補』2001年，344頁

## 外部連結
- 水卷（車站資訊） - 九州旅客鐵道